# فدراسیون جهانی جوانان دموکرات
فدراسیون جهانی جوانان دموکرات سازمان جهانی جوانان ضد فاشیست،ضد امپریالیست و چپ گرا است. سازمان در سال ۱۹۴۵ تأسیس شد. دفتر سازمان در بوداپست٫ مجارستان است.

## آسیا-اقیانوسیه
- استرالیا: مقاومت
- ایران: سازمان جوانان توده
- بنگلادش: اتحاد جوانان بنگلادش (سازمان جوانان حزب کمونیست بنگلادش)
- بنگلادش: اتحاد دانشجو بنگلادش (سازمان دانشجو حزب کمونیست بنگلادش)
- بوتان: جوانان دموکرات بوتان
- بوتان: اتحاد دانشجو بوتان
- برمه: جبهه دموکرات دانشجو سراسری برمه
- برمه: اتحاد دانشجو سراسری برمه
- پاکستان: سازمان دانشجو پښتنونخوا
- ژاپن: اتحاد جوانان دموکرات ژاپن (سازمان جوانان حزب کمونیست ژاپن)
- ژاپن: اتحاد ژاپن جوانان سوسیالیست
- ژاپن: اتحاد جوانان کره در ژاپن
- سری‌لانکا: فدراسیون جوانان کمونیست (سازمان جوانان حزب کمونیست سری‌لانکا)
- سری‌لانکا: اتحاد دانشجو سوسیالیست (سازمان دانشجو جبهه آزادی‌بخش خلق)
- فیلیپین: أناکبایان
- کره جنوبی: مدت هفتم فدراسیون کره جنوبی مجلس دانشجو
- کره شمالی: اتحاد جوانان سوسیالیست کیم ایل سونگ
- لائوس: اتحاد جوانان خلقی انقلابی لائوسی (سازمان جوانان حزب انقلابی خلق لائوس)
- نپال: اتحاد دانشجو آزاد ملی سراسری نپال (سازمان دانشجو حزب کمونیست نپال (مارکسیست-لنینیست متحد))
- نپال: فدراسیون دموکراتیک ملی جوانان ٫نپال (سازمان جوانان حزب کمونیست نپال (مارکسیست-لنینیست متحد))
- نپال: فدراسیون جوانان ملی نپال (سازمان جوانان حزب کمونیست نپال (مارکسیست متحد))
- ویتنام: اتحاد جوانان کمونیست هو شی مین (سازمان جوانان حزب کمونیست ویتنام)
- ویتنام: فدراسیون جوانان ویتنام
- هندوستان: فدراسیون جوانان سراسری هند (سازمان جوانان حزب کمونیست هند)
- هندوستان: فدراسیون دانشجو سراسری هند (سازمان دانشجو حزب کمونیست هند)
- هندوستان: اتحاد جوانان سراسری هند (سازمان جوانان بلوک پیشرو سراسری هند)
- هندوستان: فدراسیون جوانان دموکرات هند (سازمان جوانان حزب کمونیست هند (مارکسیست))

## آفریقا
- آفریقای جنوبی: اتحاد جوانان کنگره ملی آفریقایی
- آفریقای جنوبی: کنگره دانشجو آفریقای جنوبی
- اریتره: اتحاد قومی جوانان و دانشجو اریتره
- آنگولا: جوانان جنبش خلق برای آزادی آنگولا
- تانزانیا: أمجا و فجنا
- زامبیا: اتحاد جوانان حزب استقلال ملی متحد
- زیمبابوه: اتحاد جوانان اتحاد ملی آفریقای زیمبابوه - جبهه میهی
- سنگال: حرکت جوانان دموکرات (جوانان لیگ دموکراتیک-جنبش برای حزب کار)
- سنگال: اتحاد جوانان دموکرات البری ندییی (جوانان حزب استقلال و کار)
- صحرای غربی: أجسریو
- موزامبیک: سازمان جوانان موزامبیکی (سازمان جوانان جبهه آزادی‌بخش موزامبیک)
- نامیبیا: اتحاد جوانان سازمان خلق آفریقا جنوب غربی

## اروپا-آمریکای شمالی
- اتریش: جوانان کمونیست اتریش - چپ جوان (سازمان جوانان حزب کمونیست اتریش)
- جمهوری آذربایجان: اتحاد جوانان کمونیست آذربایجان (سازمان جوانان حزب کمونیست آذربایجان)
- ارمنستان: اتحاد جوانان کمونیست ارمنستان (سازمان جوانان حزب کمونیست ارمنستان)
- اسپانیا: اجتماعیها کمونیستها جوانهااسپانیا (سازمان جوانان حزب کمونیست خلقها اسپانیا)
- اسپانیا: اجتماعیها کمونیستها جوانها - جوانان کمونیست (سازمان جوانان حزب کمونیستها کاتالونی)
- اسپانیا: اتحاد جوانان کمونیست اسپانیا (سازمان جوانان حزب کمونیست اسپانیا)
- اسلواکی: اتحاد جوانان سوسیالیست (سازمان جوانان حزب کمونیست اسلواکی)
- ایرلند: حرکت جوانان کانلی (سازمان جوانان حزب کمونیست ایرلند)
- ایالات متحدهٔ آمریکا: اتحاد جوانان کمونیست٫ ایالات متحدهٔ آمریکا (سازمان جوانان حزب کمونیست ایالات متحده آمریکا)
- ایالات متحدهٔ آمریکا: سوسیالیستها جوانها
- آلمان: جوانان آلمانی آزادی
- آلمان: جوانان کارگر آلمانی سوسیالیست (سازمان جوانان حزب کمونیست آلمان)
- ایتالیا: کمونیستها جوانها
- بلاروس: اتحاد جوانان کمونیست لنینیست بلاروس (سازمان جوانان حزب کمونیستها بلاروسیها)
- پرتغال: جوانان کمونیست پرتغالی (سازمان جوانان حزب کمونیست پرتغالی)
- بریتانیا: اتحاد جوانان کمونیست (سازمان جوانان حزب کمونیست بریتانیا)
- بلغارستان: اتحاد جوانان سوسیالیست بلغارستانی (سازمان جوانان حزب سوسیالیست بلغارستانی)
- جمهوری چک: اتحاد جوانان کمونیست
- روسیه: اتحاد جوانان کمونیست فدراسیون روسیه (سازمان جوانان حزب کمونیست فدراسیون روسیه)
- سوئد: اتحاد جوانان کمونیست سوئد (سازمان جوانان حزب کمونیست سوئد)
- فرانسه: حرکت جوانان کمونیست فرانسه (سازمان جوانان حزب کمونیست فرانسه)
- فنلاند: اتحاد جوانان کمونیست (سازمان جوانان حزب کمونیست فنلاند)
- قبرس: سازمان جوانان دموکرات متحد (سازمان جوانان حزب مترقی خلق کارگر)
- کانادا: اتحاد جوانان کمونیست کانادا (سازمان جوانان حزب کمونیست کانادا)
- گرجستان: اتحاد جوانان کمونیست گرجستان
- مجارستان: جبهه چپ - اتحاد جوانان کارگر (سازمان جوانان حزب کارگر کمونیست مجارستان)
- یونان: جوانان کمونیست یونان (سازمان جوانان حزب کمونیست یونان)

## آمریکای لاتین-کارائیب
- آرژانتین: فدراسیون جوانان کمونیست (سازمان جوانان حزب کمونیست آرژانتین)
- اروگوئه: حرکت جوانان ۲۶ مارس
- اکوادور: فدراسیون دانشجو
- اکوادور: جوانان سوسیالیست اکوادوری (سازمان جوانان حزب سوسیالیست اکوادور)
- السالوادور: جوانان جبهه آزادیبخش ملی فارابوند مارتی
- باربادوس: اتحاد جوانان مترقی
- برزیل: جوانان انقلابی ۸ اکتبر (سازمان جوانان حرکت انقلابی ۸ اکتبر)
- برزیل: جوانان حزب کارگر دموکراتیک
- برزیل: جوانان حزب حرکت دموکراتیک برزیلی
- برزیل: اتحاد جوانان کمونیست (سازمان جوانان حزب کمونیست برزیلی)
- برزیل: اتحاد جوانان سوسیالیست (سازمان جوانان حزب کمونیست برزیل)
- برزیل: جوانان سوسیالیست برزیلی (سازمان جوانان حزب سوسیالیست برزیلی)
- بولیوی: جوانان کمونیست بولیوی (سازمان جوانان حزب کمونیست بولیوی)
- پاراگوئه: خانه جوانان
- پرو: جوانان کمونیست پروی (سازمان جوانان حزب کمونیست پروی)
- شیلی: جوانان کمونیست (سازمان جوانان حزب کمونیست شیلی)
- کلمبیا: جوانان کمونیست کلمبیا (سازمان جوانان حزب کمونیست کلمبیا)
- کوبا: اتحاد جوانان کمونیست (سازمان جوانان حزب کمونیست کوبا)
- گرنادا: حرکت جوانان موریس بسهب
- گوآتمالا: جوانان وحدت انقلابی ملی گوآتمالای
- گویان: حرکت جوانان و دانشجو گویان
- گویان: حرکت جوانان وألتر ردنی
- مکزیک: جوانان خلقی سوسیالیست (سازمان جوانان حزب خلقی سوسیالیست)
- ونزوئلا: جوانان کمونیست ونزوئلا (سازمان جوانان حزب کمونیست ونزوئلا)

## خاورمیانه
- الجزایر: اتحاد ملی جوانان الجزایری (سازمان جوانان جبهه آزادیبخش میهنی)
- الجزایر: اتحاد ملی دانشجو الجزایری (سازمان دانشجو جبهه آزادیبخش میهنی)
- بحرین: الشبیبة (سازمان جوانان منبر دموکراتیک مترقی بحرین)